# Baraeus
Baraeus is een kevergeslacht uit de familie van de boktorren (Cerambycidae). De wetenschappelijke naam van het geslacht werd voor het eerst geldig gepubliceerd in 1858 door Thomson.

## Soorten
Baraeus omvat de volgende soorten:
- Baraeus aurisecator Thomson, 1858
- Baraeus gabonicus Breuning, 1961
- Baraeus gracilentus Breuning, 1939
- Baraeus granulosus (Breuning, 1938)
- Baraeus itzingeri Breuning, 1935
- Baraeus orientalis Aurivillius, 1907
- Baraeus plagiatus (Hintz, 1919)
- Baraeus subvittatus Breuning, 1955
- Baraeus taeniolatus (Chevrolat, 1857)
- Baraeus tridentatus (Fabricius, 1801)
- Baraeus vittatus Aurivillius, 1913